# پانویلاتنا
پانویلاتنا (به لاتین: Panwilatenna) یک منطقهٔ مسکونی در سری‌لانکا است که در استان مرکزی (سری‌لانکا) واقع شده‌است.